# Jean-Pierre Castaldi

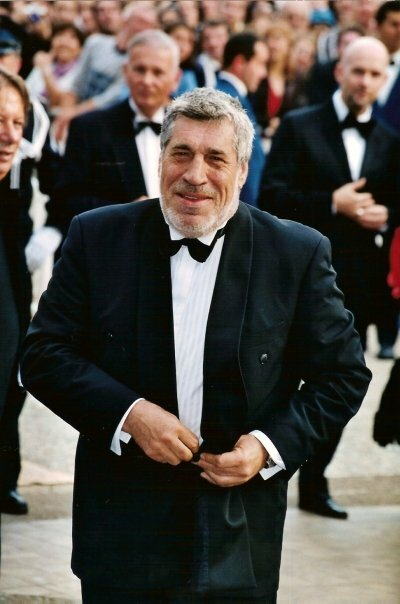
Jean-Pierre Castaldi (2002)

Jean-Pierre Castaldi (* 1. Oktober 1944 in Grenoble, Frankreich) ist ein französischer Schauspieler.

## Leben
Jean-Pierre Castaldi wurde während der Studienzeit seines Vaters Ange Castaldi in Grenoble geboren. Nach dem Studium zog der Maschinenbauingenieur nach Oran, Algerien. Eine Zeit lang lebte er auf Filicudi, Sizilien, bevor er seine Jugend in Buenos Aires, Argentinien verbrachte. Er erlernte relativ schnell Englisch, Spanisch und Französisch. Er reiste viel umher und kehrte 1954 ohne seine Eltern nach Frankreich zurück. Diese folgten ein Jahr später, nachdem Juan Perón gestürzt wurde. Nachdem er zwei Jahre lang von Jesuiten aufgezogen wurde, lebte er ab 1960 mit seinen Eltern in Paris. Im Jahr 1965 begann er parallel zu seinem Wirtschafts- und Sprachenstudium mit dem Schauspielstudium bei René Simon und Raymond Girard. Insbesondere die Begegnung mit Jean-Laurent Cochet führte dazu, dass er sein Studium abbrach, um sich komplett der Schauspielerei zu widmen.
Nach seinem Studium spielte er unter Sacha Guitry Theater und war in mehreren Serien und Filmen häufig als Statist und namenlosen Nebenrollen zu sehen. 1973 spielte er erstmals eine Hauptrolle in einem Spielfilm. In dem von Michel Huisman inszenierten französischen Drama Ras le bol spielte er Ondè an der Seite von Xavier Gélin und Ève Bonfanti.
Castaldi war mit der Schauspielerin Catherine Allégret verheiratet, mit der er den gemeinsamen Sohn Benjamin Castaldi hat. Aktuell ist er mit Corinne Champeval verheiratet, mit der er zwei gemeinsame Kinder hat.

## Filmografie (Auswahl)
- 1964: Angélique (Angélique, marquise des anges)
- 1968: Ho! Die Nummer eins bin ich (Ho!)
- 1968: La Chamade – Herzklopfen (La chamade)
- 1971: Der Sträfling und die Witwe (La veuve Couderc)
- 1973: Ras le bol
- 1974: Duell in Vaccares (Caravan to Vaccares)
- 1975: French Connection II
- 1977: Wir kommen alle in den Himmel (Nous irons tous au paradis)
- 1977: Zwischen Tod und Leben (Les anneaux de bicêtre)
- 1979: Moonraker – Streng geheim (Moonraker)
- 1979: Kommissar Moulin (Commissaire Moulin; Fernsehserie, 1 Folge)
- 1980: Ein Blatt Liebe (Une page d’amour)
- 1980: La Boum – Die Fete (La boum)
- 1981: Ein jeglicher wird seinen Lohn empfangen… (Les uns et les autres)
- 1983: Ein Opa kommt selten allein (Better Late Than Never)
- 1984: Der Zwilling (Le jumeau)
- 1985: Die Dame vom Palast Hotel (Palace)
- 1986: Der Kampf der schwarzen Königin (Sarraounia)
- 1987: Insel der Meuterer (L'île)
- 1988: Die Mondscheingasse (La ruelle au clair de lune)
- 1988: Einige Tage mit mir (Quelques jours avec moi)
- 1989: Vater werden ist doch schwer (Les cigognes n'en font qu'à leur tête)
- 1990: Gauner gegen Gauner (Ripoux contre ripoux)
- 1990: Bettkarriere (Promotion canapé)
- 1992: Eine pikante Affäre (Cin cin)
- 1993: Der Winkeladvokat (Les ténors)
- 1993: Doppelte Tarnung (Profil bas)
- 1993: Ein Schluck mit Folgen (Coup de jeune)
- 1996: Wo geht’s zur Hochzeit meiner Frau? (Ma femme me quitte)
- 1999: Asterix und Obelix gegen Caesar (Astérix et Obélix contre César)
- 2001: The Musketeer
- 2002: Extreme Ops
- 2004: George und das Ei des Drachen (George and the Dragon)
- 2005: Hilfe, bei mir wird renoviert (Travaux, on sait quand ça commence …)
- 2006: Kommissar Navarro (Navarro, Fernsehserie, 1 Folge)
- 2008: Asterix bei den Olympischen Spielen (Astérix aux jeux olympiques)
- 2010: Streamfield, les carnets noirs
- 2012: Un Marocain à Paris
- 2013: Hasta mañana
- 2014: Le casse des casses